# Artemisia I
Artemisia I di Caria (in greco antico: Aρτεμισία?, Artemisía; Alicarnasso, fine VI secolo a.C. – Leucade, V secolo a.C.) dopo la morte del marito, di cui è ignoto il nome, divenne sovrana delle città di Alicarnasso, in Asia minore, e dei territori annessi di Coo, Nisiro e Calinda.
È ricordata soprattutto per la sua partecipazione alle battaglie di Capo Artemisio e di Salamina (480 a.C.) come alleata dell'Impero achemenide contro la coalizione greca, nel corso della seconda guerra persiana. Artemisia, unica donna col grado di comandante nella flotta di Serse, era alla guida di cinque triremi, che avevano un'ottima reputazione fra tutte le navi del Re dei re, seconda solo a quella delle navi di Sidone.

## Biografia

### Origini e famiglia
Artemisia, il cui nome deriva dalla dea della caccia Artemide, nacque ad Alicarnasso (l'odierna Bodrum, in Turchia), un'antica colonia greca della Caria (una regione costiera dell'Anatolia sud-occidentale), al secolo una provincia autonoma dell'Impero achemenide, figlia di Ligdami I (in greco antico: Λύγδαμις?, Lygdamis), il satrapo achemenide di Alicarnasso, di origine per metà caria e per metà greca, e della sua consorte, il cui nome non ci è pervenuto, una donna greca originaria dell'isola di Creta.
Dopo la morte improvvisa del marito (il cui nome ci è ignoto), Artemisia salì al trono come reggente del figlio Pisindeli (in greco antico: Πισίνδηλις?, Pisìndelis), a causa della sua minore età. Il suo regno, parte dell'Impero Achemenide, si estendeva per l'intera regione della Caria e le isole vicine di Coo e di Nisiro.

### Regina di Caria

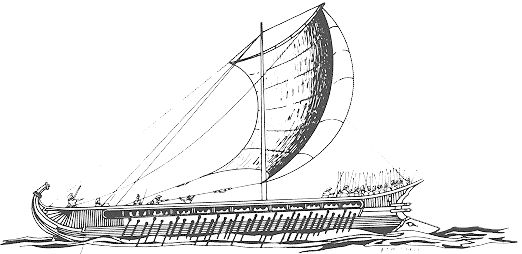
Schizzo di una trireme, il tipo di nave utilizzato da Artemisia.

Da regina, Artemisia preferiva la navigazione e la guerra alla vita di corte. Polieno riporta infatti che la regina era solita cambiare repentinamente le insegne e i colori della sua trireme, fingendosi una nave greca o persiana a seconda delle imbarcazioni incrociate quando navigava in acque internazionali, per ingannare così gli equipaggi delle altre navi ed allontanarsi indisturbata o attaccare di sorpresa a seconda delle circostanze.
Secondo la testimonianza di Tessalo, figlio di Ippocrate, quando Serse chiese agli abitanti dell'isola di Coo di sottomettersi a lui, avendo ricevuto un netto rifiuto, inviò Artemisia a conquistare l'isola, a dimostrazione della fiducia che nutriva in lei.
Polieno riporta che quando Artemisia volle conquistare la città di Eraclea al Latmo, fece nascondere i suoi soldati vicino alla città e si recò invece lei stessa in processione, con altre donne, eunuchi e musicisti, alla tomba della Madre degli dèi, che si trovava a sette stadi dalla città. Gli abitanti, incuriositi, seguirono il corteo per assistere al sacrificio lasciando sguarnite le mura difensive e consentendo così ai soldati di Artemisia di prendere facilmente la città.

### Battaglia di Capo Artemisio
Quando Serse I di Persia invase la Grecia nel 480 a.C., dando inizio alla seconda guerra persiana, Artemisia partecipò alla spedizione in quanto alleata e vassalla del gran re. La regina partì al comando delle sue cinque triremi e si unì al resto dell'imponente flotta persiana, che contava oltre mille navi. Secondo Erodoto, Artemisia era l'unica comandante di sesso femminile di tutte le forze armate radunate da Serse e le sue triremi avevano la miglior reputazione di tutta la flotta, seconda solo a quella delle navi provenienti da Sidone.
Artemisia partecipò alla battaglia di Capo Artemisio contro la coalizione ellenica, guidata dall'ateniese Temistocle e dallo spartano Euribiade. Questa battaglia navale, che fu combattuta contemporaneamente alla battaglia delle Termopili nell'agosto del 480 a.C., si risolse senza né vinti né vincitori. Artemisia, secondo Erodoto, si distinse in essa in modo "non inferiore" agli altri comandanti persiani.

### Battaglia di Salamina
Dopo la battaglia di Capo Artemisio, Mardonio, il comandante supremo delle forze armate persiane, convocò tutti i comandanti dell'esercito persiano per chiedere loro consiglio, su mandato di Serse, se attaccare via mare o via terra. Tutti i generali, secondo il racconto di Erodoto, consigliarono di procedere con un'altra battaglia navale, con la sola eccezione di Artemisia, che invece suggeriva uno scontro campale fra i rispettivi eserciti.
Artemisia sosteneva infatti che, mentre la superiorità dell'esercito di Serse era schiacciante, sul mare erano i Greci a dimostrarsi superiori. Inoltre, secondo la regina, Serse avrebbe fatto meglio a risparmiare le sue navi, tenendole vicino a riva o al limite muovendosi verso il Peloponneso. Un'eventuale sconfitta navale, secondo Artemisia, avrebbe seriamente compromesso i rifornimenti e il morale delle truppe. Inoltre, in caso di scontro in mare, il re non avrebbe probabilmente potuto contare sulle navi alleate che provenivano dall'Egitto, dalla Panfilia, da Cipro e dalla Cilicia, che la regina riteneva non completamente affidabili per una battaglia navale.
Secondo il racconto di Erodoto, Serse tenne in grande considerazione il discorso di Artemisia, che stimava molto, ma preferì dar retta al resto dei comandanti, che spingevano invece per la battaglia navale, convinto che questa volta i suoi avrebbero avuto la meglio, sapendo che il re in persona avrebbe assistito alla battaglia da un trono situato sul Monte Egaleo. La flotta persiana mosse quindi verso l'isola di Salamina, dove la flotta greca, guidata ancora da Temistocle e da Euribiade, la stava aspettando al varco (settembre 480 a.C.).
Nonostante l'inferiorità numerica, la flotta greca ebbe la meglio su quella persiana, grazie alla strategia vincente dei suoi comandanti. Quando ormai la sorte della flotta persiana era segnata, Polieno racconta che Artemisia, vistasi ormai perduta, mise in atto il suo stratagemma che aveva già usato in altre occasioni, per salvare la sua vita e la sua nave ammiraglia. Ordinò quindi ai marinai di sostituire prontamente le insegne della nave, che riportavano i colori e i simboli della flotta persiana, con altri contrassegni, preventivamente preparati allo scopo, che riportavano invece i colori e i simboli della flotta greca. In questo modo, le navi greche che si erano avvicinate alla sua ammiraglia, la scambiarono per una trireme loro alleata, evitando quindi di attaccarla. Per perfezionare l'inganno, Artemisia ordinò al suo equipaggio di attaccare la nave che si trovava a lei vicina, ovvero la trireme comandata dal re di Calinda, Damasitimo, suo suddito e alleato.

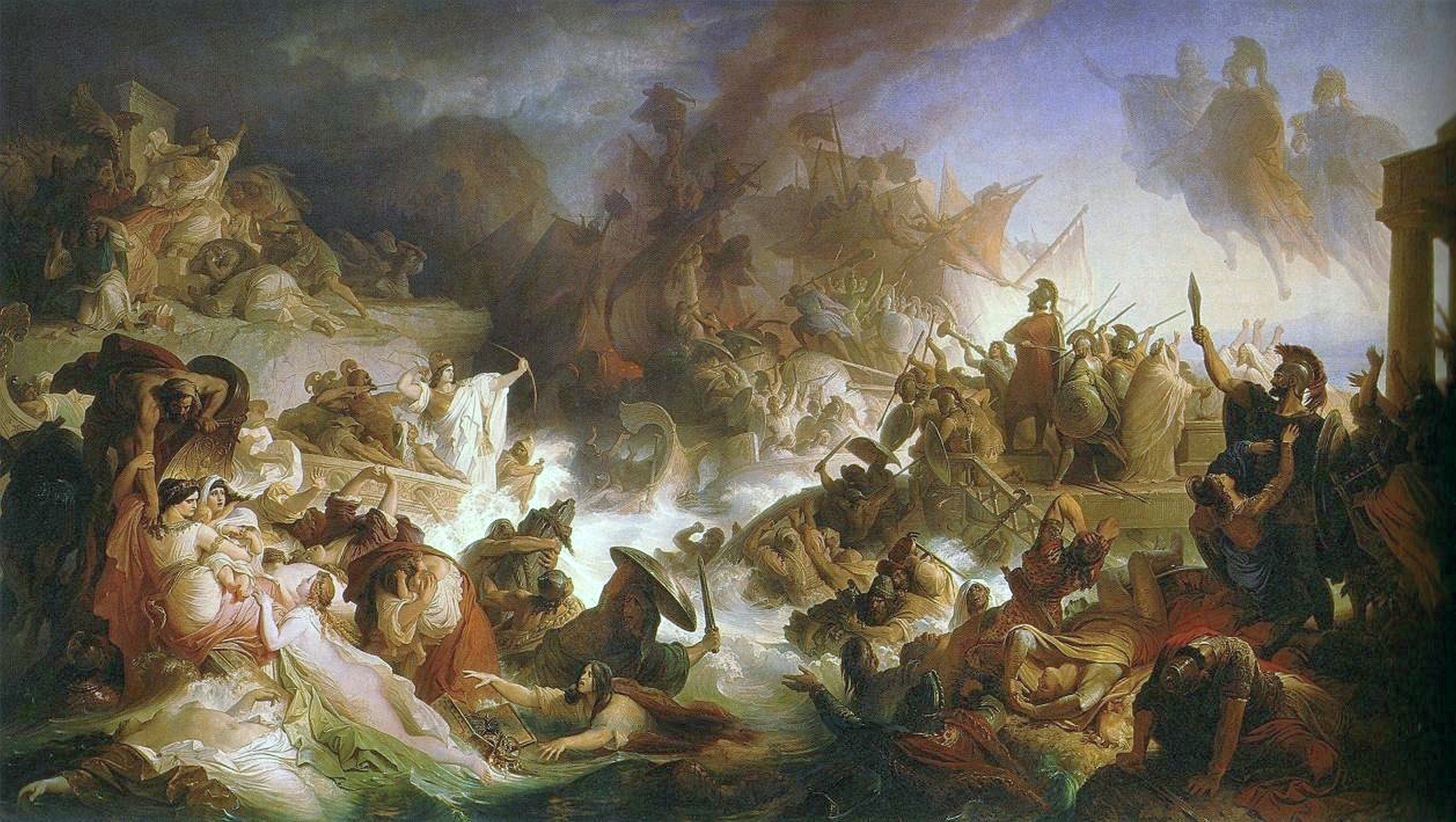
La battaglia di Salamina di Wilhelm von Kaulbach, 1868.

La nave di Damasitimo, colta di sorpresa, fu rapidamente affondata e il re di Calinda trovò la morte in mare, ucciso dalla sua stessa comandante. Secondo il racconto di Erodoto, Artemisia aveva probabilmente un conto in sospeso con Damasitimo, tanto che lo storico di Alicarnasso insinua che l'affondamento della nave alleata potesse essere in realtà una manovra del tutto intenzionale da parte della regina, che avrebbe così colto un'occasione d'oro per eliminare lo scomodo subalterno. In ogni caso, nessuno della nave affondata da Artemisia sopravvisse per poterla poi accusare formalmente.
Aminia, il trierarca ateniese che Artemisia aveva di fronte nel momento dell'affondamento della nave di Damasitimo, ingannato dallo stratagemma della regina si allontanò dirigendosi verso un altro settore dello scontro navale. Erodoto sottolinea che Aminia sicuramente non aveva riconosciuto la nave della regina, in quanto gli Ateniesi avevano promesso una ricchissima ricompensa di diecimila dracme a chi avesse ucciso Artemisia, dato che reputavano del tutto intollerabile che una donna muovesse guerra contro Atene.
Secondo lo storico di Alicarnasso, Serse, osservando dal suo trono in terraferma la manovra di Artemisia e la contemporanea e completa disfatta della sua flotta, esclamò: "I miei uomini sono diventati donne e le mie donne sono diventate uomini".
Plutarco testimonia che Artemisia, ritirandosi dal teatro dello scontro navale, riconobbe in mare il cadavere di Ariamene (in greco antico: Ἀριαμένης?, Ariaménes), il fratello di Serse caduto in battaglia. Ne recuperò quindi il corpo e lo riportò al re per gli onori funebri.

### Dopo la battaglia di Salamina
Secondo la testimonianza di Erodoto, Serse, dopo la sconfitta di Salamina, chiese consiglio ad Artemisia su come continuare la guerra, ovvero se guidare l'esercito personalmente contro i Greci oppure ritirarsi in Persia e lasciare il comando a Mardonio. Artemisia suggerì al Re dei re quest'ultima ipotesi: secondo la regina di Caria, infatti, se Mardonio avesse vinto la guerra, il merito sarebbe andato a Serse, mentre se avesse perso, il Re dei re sarebbe stato al sicuro a casa e la colpa della sconfitta sarebbe caduta sul generale. Serse seguì il consiglio di Artemisia e tornò in Persia, lasciando il comando a Mardonio che sarebbe stato definitivamente sconfitto a Platea dalla coalizione greca guidata da Pausania. Il re dei re ricompensò Artemisia con una armatura greca per il coraggio dimostrato e la inviò ad Efeso a prendersi cura dei suoi figli illegittimi.
Le fonti antiche non registrano altre notizie su Artemisia, se non una leggenda tarda, riportata da Fozio, secondo la quale si sarebbe gettata in mare dalla rocca di Leucade per essere stata respinta da un uomo chiamato Dardano.
Le succedette sul trono di Caria il figlio Pisindeli, a sua volta padre di Ligdami II, il re che era al potere quando Erodoto, che era originario di Alicarnasso, lasciò la città per recarsi a Samo.

## Nella cultura di massa
- Artemisia I di Caria è interpretata dall'attrice di Guernsey Anne Wakefield nel film L'eroe di Sparta (The 300 Spartans) del 1962 e dall'attrice francese Eva Green nel film 300 - L'alba di un impero del 2014.
- Artemisia appare nel videogioco Shin Megami Tensei: Persona 3 come evoluzione della Persona di Misturu Kirijo, una dei coprotagonisti.